# Parfondeval (Aisne)
Parfondeval ist eine französische Gemeinde mit 141 Einwohnern (Stand 1. Januar 2022) im Département Aisne in der Region Hauts-de-France. Parfondeval ist als eines der schönsten Dörfer Frankreichs (Plus beaux villages de France) klassifiziert.

## Geographie
Die Gemeinde Parfondeval liegt im Osten der Thiérache auf einer Höhe von etwa 180 m, etwa 54 Kilometer nordöstlich von Laon bzw. rund 68 Kilometer nördlich von Reims. Zur Gemeinde gehören auch die Weiler Louvet und Les FroidMonts.

## Geschichte
Gründungsdaten oder sonstige historische Zeugnisse zur Ortsgeschichte sind so gut wie unbekannt. Die heutige Kirche entstand im ausgehenden 16. Jahrhundert.

### Bevölkerungsentwicklung
Der konstante Bevölkerungsrückgang seit dem ausgehenden 19. Jahrhundert ist im Wesentlichen auf den Verlust an Arbeitsplätzen infolge der zunehmenden Mechanisierung der Landwirtschaft zurückzuführen.
| Jahr      | 1800 | 1851 | 1901 | 1954 | 1999 | 2013 | 2022 |
| --------- | ---- | ---- | ---- | ---- | ---- | ---- | ---- |
| Einwohner | 774  | 718  | 394  | 301  | 149  | 144  | 141  |

## Wirtschaft
Die Bewohner von Parfondeval lebten jahrhundertelang als Selbstversorger von den Erträgen ihrer Felder und Gärten; auch Vieh wurde in geringem Umfang gehalten. Später ließen sich auch Handwerker und Kleinhändler im Ort nieder. Heute spielt der Tourismus in Form der Vermietung von Ferienwohnungen (gîtes) eine wichtige Rolle im Wirtschaftsleben der Gemeinde.

## Sehenswürdigkeiten
- Die meisten Häuser des Ortes sind aus Ziegelstein erbaut und mit Schieferplatten (ardois) gedeckt.
- Die Pfarrkirche Saint-Medard ist eine aus Ziegelstein gemauerte Wehrkirche des 16./17. Jahrhunderts mit einem mächtigen Westwerk (donjon). Hervorzuheben ist das abweichend aus hellem Kalkstein gefügte doppeltürige Westportal im Stil der Spätrenaissance, dessen Giebelfeld drei muschelbedeckte Nischen zeigt, in welchen ehemals möglicherweise Figuren standen; seitlich befinden sich schlangenartige Dekorformen. Links und rechts der flachgeschlossenen und heute verputzten Apsis befanden sich zwei weitere kleine Türmchen, die den wehrhaften Charakter des Bauwerks unterstrichen haben. Der Kirchenbau ist seit dem Jahr 1995 als Monument historique anerkannt.[1]
- Die protestantische Kirche (temple) ist ein Bau aus dem Jahr 1858.
- Am Ortsrand befinden sich ein Dorfteich und ein dreiseitig geschlossenes und überdachtes Waschhaus (lavoir) mit vier Becken.
- Das über einer Toreinfahrt befindliche Taubenhaus (pigeonnier) gehörte ehemals zum Hof eines wohlhabenden Grundbesitzers.
- Der Ort hat auch ein kleines Museum für alte Werkzeuge und Haushaltsgeräte.

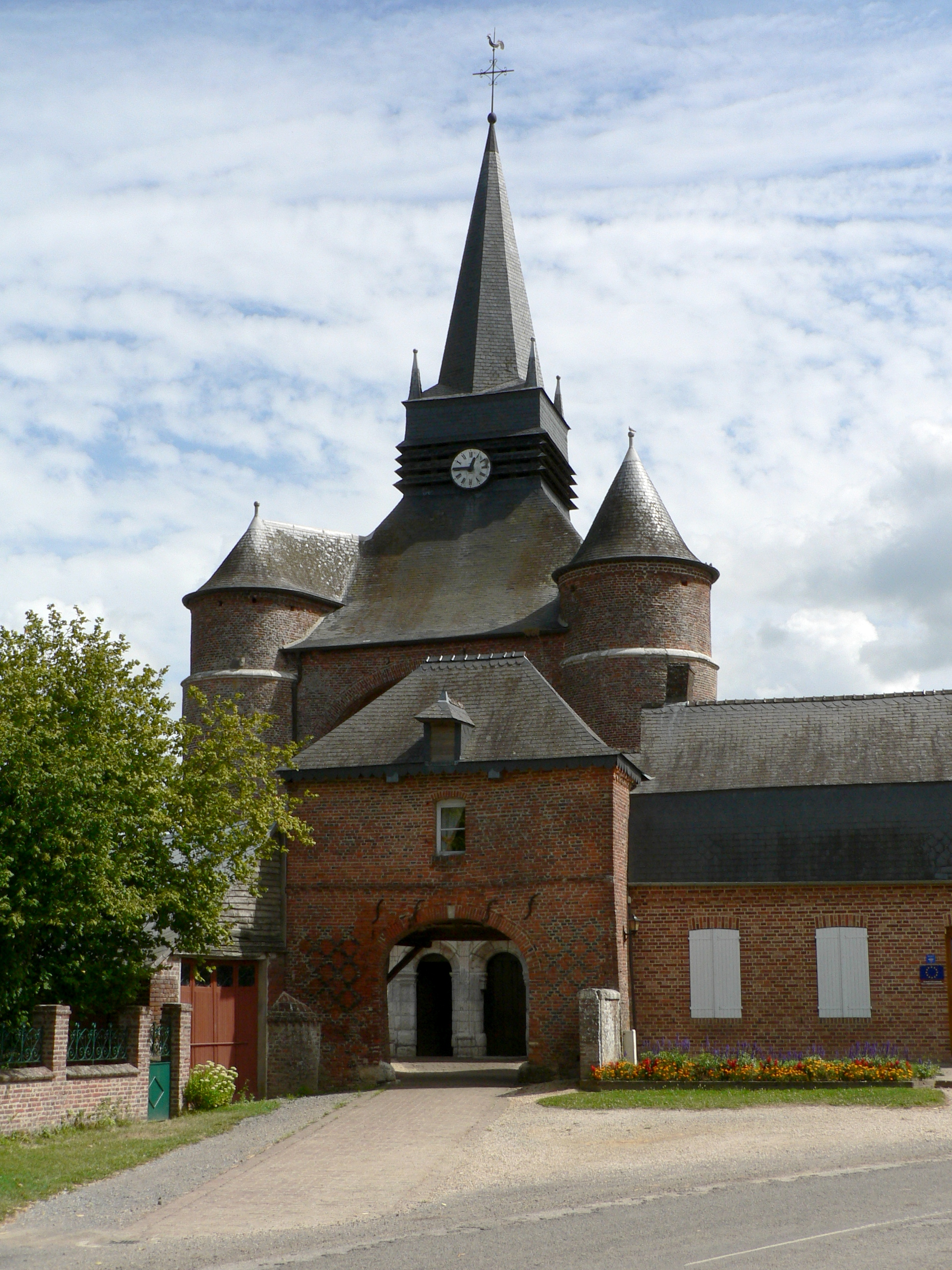
Kirche Saint-Medard
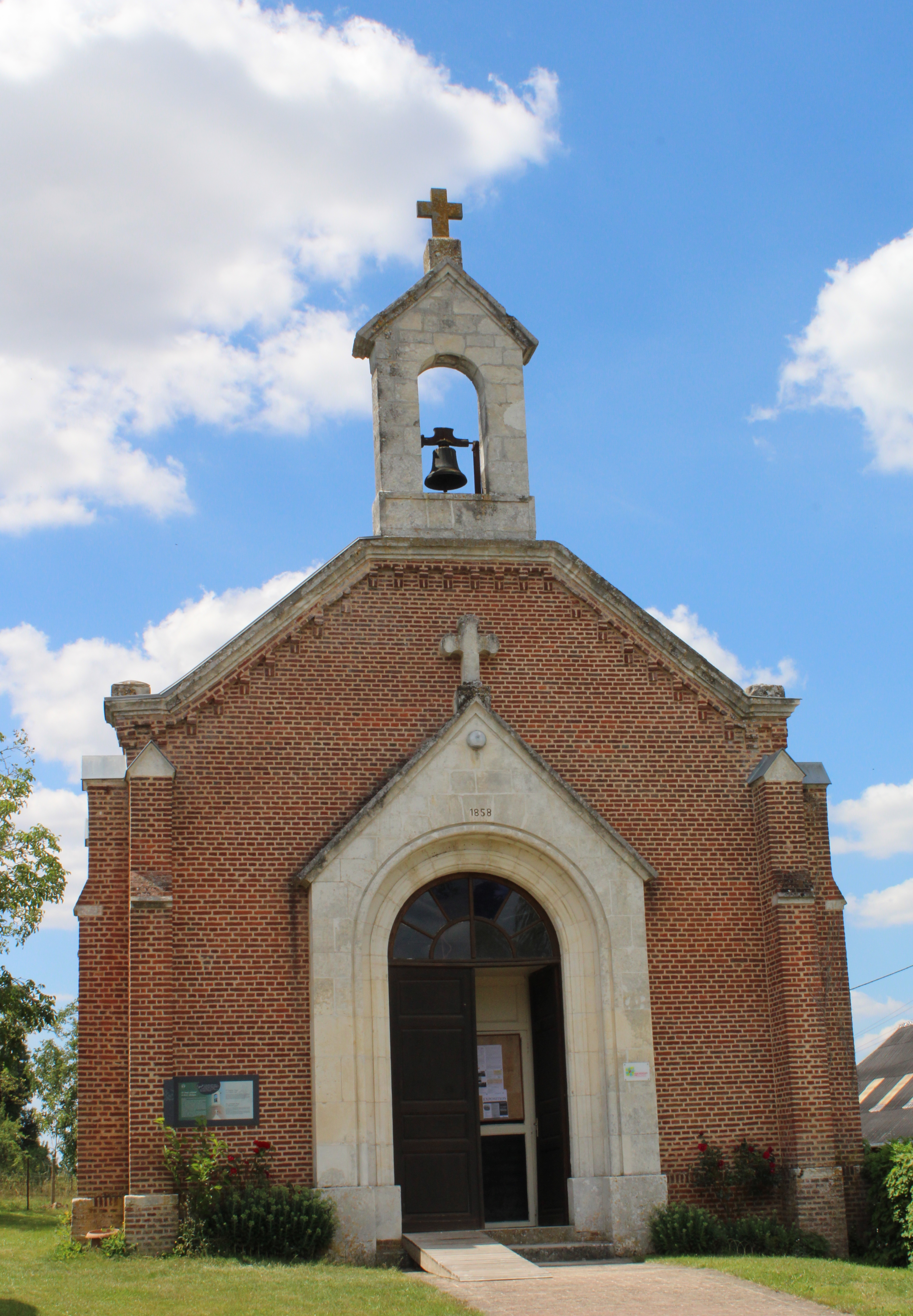
Protestantische Kirche
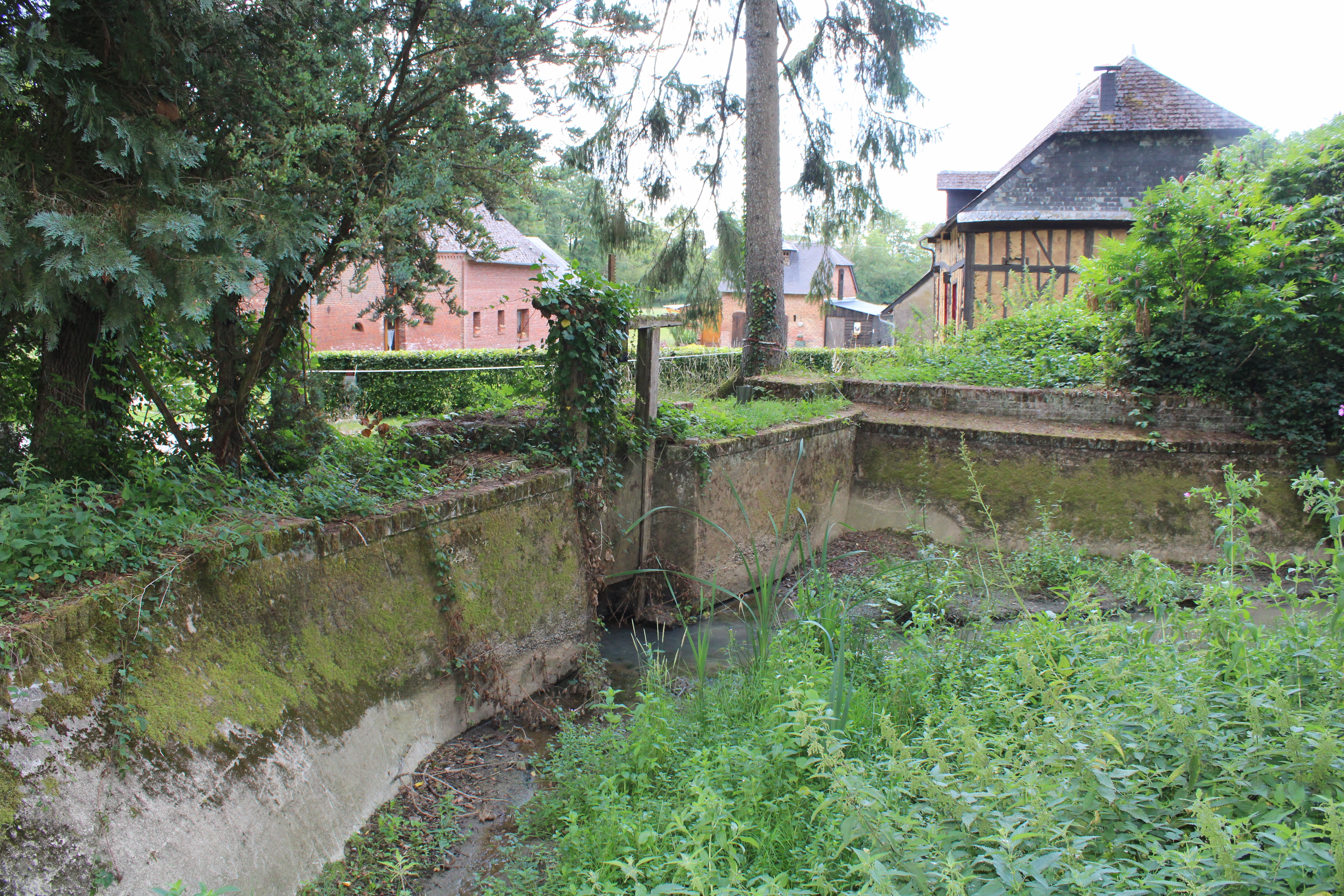
Wassermühle